# IEEE 802.10
IEEE 802.10（アイトリプルイーハチマルニテンジュウ）は、各種のLANに共通する、ネットワーク・セキュリティーに関する仕様標準化のため、IEEE 802委員会に設置されたワーキング・グループ。
アプリケーション層（OSI第七層）に於ける暗号鍵の管理や、データリンク層（OSI第二層）に於けるデータ転送のセキュリティなどを規定している。